# Premi e riconoscimenti delle Girls' Generation
Questa è una lista dei premi e delle candidature ricevute dalle Girls' Generation, gruppo musicale sudcoreano che debuttò nel novembre 2007 sotto la SM Entertainment.

## Premi coreani

### Asia Artist Award
| Anno | Ricevente         | Premio                          | Risultato   |
| ---- | ----------------- | ------------------------------- | ----------- |
| 2016 | Girls' Generation | Most Popular Artists (cantanti) | Candidato/a |
| 2017 | Girls' Generation | Most Popular Artists (cantanti) | Candidato/a |
| 2018 | Girls' Generation | Most Popular Artist (cantanti)  | Candidato/a |

### Asia Song Festival
| Anno | Ricevente         | Premio                      | Risultato       |
| ---- | ----------------- | --------------------------- | --------------- |
| 2008 | Girls' Generation | The Best Asian Artist Award | Vincitore/trice |
| 2009 | Girls' Generation | Asian Best Group            | Vincitore/trice |
| 2011 | Girls' Generation | Asian Best Group            | Vincitore/trice |

### Cyworld Digital Music Award
| Anno | Ricevente            | Premio                       | Risultato       |
| ---- | -------------------- | ---------------------------- | --------------- |
| 2007 | "Into the New World" | Rookie of the Month – agosto | Vincitore/trice |
| 2009 | "Gee"                | Song of the Month – gennaio  | Vincitore/trice |

### Gaon Chart Music Award
| Anno | Ricevente         | Premio                               | Risultato       |
| ---- | ----------------- | ------------------------------------ | --------------- |
| 2011 | The Boys          | Album of the Year – quarto trimestre | Vincitore/trice |
| 2011 | "The Boys"        | Song of the Year – ottobre           | Candidato/a     |
| 2011 | Girls' Generation | Oricon Special Award                 | Vincitore/trice |
| 2013 | I Got a Boy       | Album of the Year – primo trimestre  | Vincitore/trice |
| 2013 | "I Got a Boy"     | Song of the Year – gennaio           | Vincitore/trice |
| 2014 | "Mr.Mr."          | Song of the Year – marzo             | Candidato/a     |
| 2014 | Mr.Mr.            | Album of the Year – primo trimestre  | Candidato/a     |
| 2015 | "Party"           | Song of the Year – luglio            | Candidato/a     |
| 2015 | "Lion Heart"      | Song of the Year – settembre         | Candidato/a     |
| 2015 | Lion Heart        | Album of the Year – terzo trimestre  | Candidato/a     |
| 2017 | Holiday Night     | Album of the Year – terzo trimestre  | Candidato/a     |

### Golden Disk Award
| Anno | Ricevente         | Premio                   | Risultato       |
| ---- | ----------------- | ------------------------ | --------------- |
| 2007 | Girls' Generation | Popularity Award         | Vincitore/trice |
| 2007 | Girls' Generation | Rookie Award             | Vincitore/trice |
| 2009 | "Gee"             | Digital Daesang Award    | Vincitore/trice |
| 2009 | "Gee"             | Digital Bonsang Award    | Vincitore/trice |
| 2009 | Girls' Generation | Popularity Award         | Candidato/a     |
| 2010 | Girls' Generation | Popularity Award         | Vincitore/trice |
| 2010 | Oh!               | Disk Bonsang Award       | Vincitore/trice |
| 2010 | Oh!               | Disk Daesang Award       | Vincitore/trice |
| 2012 | "The Boys"        | Digital Bonsang Award    | Vincitore/trice |
| 2012 | "The Boys"        | Digital Daesang Award    | Vincitore/trice |
| 2012 | Girls' Generation | Popularity Award         | Candidato/a     |
| 2014 | I Got a Boy       | Disk Bonsang Award       | Vincitore/trice |
| 2014 | I Got a Boy       | Popularity Award         | Vincitore/trice |
| 2014 | "I Got a Boy"     | Digital Bonsang Award    | Candidato/a     |
| 2015 | "Mr.Mr."          | Digital Bonsang Award    | Candidato/a     |
| 2015 | Mr.Mr.            | Disk Bonsang Award       | Vincitore/trice |
| 2015 | Girls' Generation | Popularity Award         | Vincitore/trice |
| 2016 | "Lion Heart"      | Digital Bonsang Award    | Vincitore/trice |
| 2016 | Lion Heart        | Disk Bonsang Award       | Candidato/a     |
| 2016 | Girls' Generation | Popularity Award (Korea) | Candidato/a     |
| 2016 | Girls' Generation | Global Popularity Award  | Candidato/a     |
| 2018 | Holiday Night     | Disk Bonsang Award       | Vincitore/trice |
| 2018 | Girls' Generation | Global Popularity Award  | Candidato/a     |

### KBS Song Festival
| Anno | Ricevente | Premio           | Risultato       |
| ---- | --------- | ---------------- | --------------- |
| 2009 | "Gee"     | Song of the Year | Candidato/a     |
| 2010 | "Oh!"     | Song of the Year | Vincitore/trice |

### Korean Entertainment Arts Awards
| Anno | Ricevente         | Premio                | Risultato       |
| ---- | ----------------- | --------------------- | --------------- |
| 2007 | Girls' Generation | Best New Female Group | Vincitore/trice |
| 2008 | Girls' Generation | Best Female Group     | Vincitore/trice |
| 2010 | Girls' Generation | Best Female Group     | Vincitore/trice |

### Korean Music Awards
| Anno | Ricevente         | Premio                                  | Risultato       |
| ---- | ----------------- | --------------------------------------- | --------------- |
| 2010 | "Gee"             | Song of The Year                        | Vincitore/trice |
| 2010 | Girls' Generation | Group Musician of the Year Netizen Vote | Vincitore/trice |

### Melon Music Awards
| Anno | Ricevente         | Premio                  | Risultato       |
| ---- | ----------------- | ----------------------- | --------------- |
| 2009 | Girls' Generation | 2009 Top 10 Artists     | Vincitore/trice |
| 2009 | Girls' Generation | Artist of the Year      | Vincitore/trice |
| 2009 | Girls' Generation | Smart Radio             | Vincitore/trice |
| 2009 | Girls' Generation | Mobile Music            | Vincitore/trice |
| 2009 | Girls' Generation | Star Award              | Candidato/a     |
| 2009 | Girls' Generation | Mania Award             | Candidato/a     |
| 2009 | "Gee"             | Song of the Year        | Vincitore/trice |
| 2009 | "Gee"             | Odyssey Award           | Vincitore/trice |
| 2010 | Girls' Generation | Top 10 Artists          | Vincitore/trice |
| 2010 | Girls' Generation | Artist of the Year      | Vincitore/trice |
| 2010 | Girls' Generation | Best Dressed Singer     | Vincitore/trice |
| 2010 | Oh!               | Album of the Year       | Candidato/a     |
| 2010 | "Oh!"             | Song of the Year        | Candidato/a     |
| 2010 | "Oh!"             | Netizen Popular Song    | Candidato/a     |
| 2010 | "Oh!"             | Music Video of the Year | Candidato/a     |
| 2010 | "Run Devil Run"   | Song of the Year        | Candidato/a     |
| 2010 | "Run Devil Run"   | Netizen Popular Song    | Candidato/a     |
| 2010 | "Hoot"            | Netizen Popular Song    | Candidato/a     |
| 2010 | "Hoot"            | Hot Trend               | Vincitore/trice |
| 2011 | Girls' Generation | Global Star Award       | Vincitore/trice |
| 2011 | "The Boys"        | Netizen Popular Song    | Candidato/a     |
| 2013 | Girls' Generation | Top 10 Artists          | Candidato/a     |
| 2013 | Girls' Generation | Netizen Popularity      | Candidato/a     |
| 2013 | Girls' Generation | Global Star Award       | Candidato/a     |
| 2015 | Girls' Generation | Top 10 Artists          | Vincitore/trice |
| 2015 | Girls' Generation | Artist of the Year      | Candidato/a     |

### Mnet 20's Choice Awards
| Anno | Ricevente                                    | Premio               | Risultato       |
| ---- | -------------------------------------------- | -------------------- | --------------- |
| 2008 | "Kissing You"                                | Hot Sweet Music      | Vincitore/trice |
| 2008 | "Kissing You"                                | Hot Online Song      | Candidato/a     |
| 2009 | Marine Look From "Tell Me Your Wish (Genie)" | Hot Girl Group Style | Candidato/a     |
| 2009 | Hot Pants From "Tell Me Your Wish (Genie)"   | Hot Girl Group Style | Candidato/a     |
| 2009 | "Gee"                                        | Hot Online Song      | Candidato/a     |
| 2009 | Girls' Generation                            | Hot Performance      | Candidato/a     |
| 2011 | Girls' Generation                            | Hot Hallyu Star      | Candidato/a     |
| 2012 | Girls' Generation                            | Hot Global Star      | Candidato/a     |
| 2012 | The Boys                                     | Album of the Year    | Candidato/a     |
| 2012 | Girls' Generation                            | Oricon Hallyu Singer | Candidato/a     |
| 2013 | Girls' Generation                            | Hot Performance      | Candidato/a     |
| 2013 | "I Got a Boy"                                | Hot Online Music     | Candidato/a     |

### Mnet Asian Music Awards
| Anno | Ricevente         | Premio                                | Risultato       |
| ---- | ----------------- | ------------------------------------- | --------------- |
| 2007 | Girls' Generation | Best New Female Group                 | Candidato/a     |
| 2008 | "Kissing You"     | Best Female Group                     | Candidato/a     |
| 2008 | "Kissing You"     | Best Dance Performance                | Candidato/a     |
| 2008 | Girls' Generation | Auction Style Award                   | Candidato/a     |
| 2008 | Girls' Generation | Auction Netizen Popularity Award      | Candidato/a     |
| 2008 | Girls' Generation | Auction Mobile Popularity Award       | Candidato/a     |
| 2009 | "Gee"             | Best Female Group                     | Candidato/a     |
| 2009 | "Gee"             | Best Dance Performance                | Candidato/a     |
| 2009 | Girls' Generation | CGV Popularity Award                  | Candidato/a     |
| 2009 | Girls' Generation | Mobile Popularity Award               | Candidato/a     |
| 2009 | Girls' Generation | Overseas Viewers' Award               | Candidato/a     |
| 2010 | Girls' Generation | Best Female Group                     | Candidato/a     |
| 2010 | Girls' Generation | The Shilla Duty Free Asian Wave Award | Candidato/a     |
| 2010 | Girls' Generation | Artist of the Year                    | Candidato/a     |
| 2011 | Girls' Generation | Best Dance Performance – Female Group | Candidato/a     |
| 2011 | Girls' Generation | Best Female Group                     | Vincitore/trice |
| 2011 | Girls' Generation | Artist of the Year                    | Vincitore/trice |
| 2011 | "The Boys"        | Song of the Year                      | Candidato/a     |
| 2011 | The Boys          | Album of the Year                     | Candidato/a     |
| 2013 | Girls' Generation | Best Female Group                     | Vincitore/trice |
| 2013 | Girls' Generation | Artist of the Year                    | Candidato/a     |
| 2013 | Girls' Generation | Best Dance Performance – Female Group | Candidato/a     |
| 2013 | "I Got a Boy"     | Song of the Year                      | Candidato/a     |
| 2013 | I Got a Boy       | Album of the Year                     | Candidato/a     |
| 2014 | Girls' Generation | Best Female Group                     | Candidato/a     |
| 2014 | Girls' Generation | Artist of the Year                    | Candidato/a     |
| 2014 | Mr.Mr.            | Album of the Year                     | Candidato/a     |
| 2015 | Girls' Generation | Best Female Group                     | Vincitore/trice |
| 2015 | Girls' Generation | Artist of the Year                    | Candidato/a     |
| 2017 | "Holiday"         | Best Dance Performance – Female Group | Candidato/a     |
| 2017 | "Holiday"         | Qoo10 Song of the Year                | Candidato/a     |

### Nickelodeon Korea Kids' Choice Awards
| Anno | Ricevente         | Premio                 | Risultato       |
| ---- | ----------------- | ---------------------- | --------------- |
| 2009 | Girls' Generation | Favorite Female Singer | Vincitore/trice |
| 2010 | Girls' Generation | Favorite Female Singer | Vincitore/trice |
| 2011 | Girls' Generation | Favorite Female Singer | Candidato/a     |
| 2012 | Girls' Generation | Favorite Female Singer | Candidato/a     |
| 2013 | Girls' Generation | Favorite Female Singer | Vincitore/trice |

### SBS MTV Best of the Best
| Anno | Ricevente                         | Premio                  | Risultato       |
| ---- | --------------------------------- | ----------------------- | --------------- |
| 2011 | Girls' Generation                 | Best Girl Group         | Vincitore/trice |
| 2011 | Girls' Generation                 | Best Female Music Video | Candidato/a     |
| 2011 | Girls' Generation vs Wonder Girls | Best Rival (Live)       | Candidato/a     |
| 2013 | Girls' Generation                 | Artist of the Year      | Candidato/a     |
| 2014 | Girls' Generation                 | Artist of the Year      | Candidato/a     |
| 2014 | Girls' Generation                 | Best Female Group       | Candidato/a     |

### Seoul Music Awards
| Anno | Ricevente         | Premio                    | Risultato       |
| ---- | ----------------- | ------------------------- | --------------- |
| 2008 | Girls' Generation | Best Newcomer Award       | Vincitore/trice |
| 2008 | Girls' Generation | High1 Music Award         | Vincitore/trice |
| 2010 | Gee               | Bonsang Award             | Vincitore/trice |
| 2010 | Gee               | Daesang Award             | Vincitore/trice |
| 2010 | Gee               | Popularity Award          | Vincitore/trice |
| 2010 | "Gee"             | Digital Music Award       | Vincitore/trice |
| 2011 | Oh!               | Bonsang Award             | Vincitore/trice |
| 2011 | Oh!               | Daesang Award             | Vincitore/trice |
| 2011 | Oh!               | Best Digital Sound Source | Vincitore/trice |
| 2011 | Oh!               | Popularity Award          | Vincitore/trice |
| 2011 | Oh!               | Hallyu Special Award      | Vincitore/trice |
| 2012 | The Boys          | Hallyu Special Award      | Candidato/a     |
| 2012 | The Boys          | Daesang Award             | Candidato/a     |
| 2012 | The Boys          | Popularity Award          | Vincitore/trice |
| 2012 | The Boys          | Bonsang Award             | Vincitore/trice |
| 2014 | I Got a Boy       | Bonsang Award             | Vincitore/trice |
| 2014 | I Got a Boy       | Popularity Award          | Candidato/a     |
| 2018 | Holiday Night     | Bonsang Award             | Candidato/a     |
| 2018 | Holiday Night     | Popularity Award          | Candidato/a     |
| 2018 | Holiday Night     | Hallyu Special Award      | Candidato/a     |
| 2018 | Holiday Night     | Fandom School Award       | Candidato/a     |

## Premi internazionali

### Myx Music Award
| Anno | Ricevente       | Premio               | Risultato   |
| ---- | --------------- | -------------------- | ----------- |
| 2011 | "Run Devil Run" | Favorite K-Pop Video | Candidato/a |
| 2012 | "The Boys"      | Favorite K-Pop Video | Candidato/a |
| 2014 | "I Got a Boy"   | Favorite K-Pop Video | Candidato/a |
| 2015 | "Mr.Mr."        | Favorite K-Pop Video | Candidato/a |

### World Music Awards
| Anno | Ricevente         | Premio                | Risultato   |
| ---- | ----------------- | --------------------- | ----------- |
| 2012 | Girls' Generation | World's Best Group    | Candidato/a |
| 2012 | Girls' Generation | World's Best Live Act | Candidato/a |
| 2014 | Girls' Generation | World's Best Group    | Candidato/a |
| 2014 | Girls' Generation | World's Best Live Act | Candidato/a |
| 2014 | Mr.Mr.            | World's Best Album    | Candidato/a |

### YouTube Music Awards
| Anno | Ricevente     | Premio            | Risultato       |
| ---- | ------------- | ----------------- | --------------- |
| 2013 | "I Got a Boy" | Video of the Year | Vincitore/trice |

### Huading Awards
| Anno | Ricevente         | Premio                 | Risultato       |
| ---- | ----------------- | ---------------------- | --------------- |
| 2013 | Girls' Generation | Best Global Idol Group | Vincitore/trice |

### MTV Asia Awards
| Anno | Ricevente         | Premio                | Risultato   |
| ---- | ----------------- | --------------------- | ----------- |
| 2008 | Girls' Generation | Favorite Artist Korea | Candidato/a |

### Japan Gold Disc Award
| Anno | Ricevente                           | Premio                              | Risultato       |
| ---- | ----------------------------------- | ----------------------------------- | --------------- |
| 2011 | Girls' Generation                   | The Best 5 New Artists (Domestic)   | Vincitore/trice |
| 2011 | Girls' Generation                   | New Artist of the Year (Domestic)   | Vincitore/trice |
| 2012 | Girls' Generation                   | Album of the Year (Asia)            | Vincitore/trice |
| 2012 | Girls' Generation                   | Best 3 Albums (Asia)                | Vincitore/trice |
| 2013 | "Paparazzi"                         | Song of the Year by Download (Asia) | Vincitore/trice |
| 2013 | The 1st Japan Tour DVD              | Best Music Video (Asia)             | Vincitore/trice |
| 2014 | Girls' Generation II: Girls & Peace | Best 3 Albums (Asia)                | Vincitore/trice |
| 2014 | Love & Peace                        | Best 3 Albums (Asia)                | Vincitore/trice |
| 2015 | "Indestructible"                    | Song of the Year by Download (Asia) | Vincitore/trice |
| 2015 | The Best                            | Best 3 Albums (Asia)                | Vincitore/trice |

### Japan Record Awards
| Anno | Ricevente | Premio          | Risultato       |
| ---- | --------- | --------------- | --------------- |
| 2010 | "Gee"     | New Artist      | Vincitore/trice |
| 2010 | "Gee"     | Best New Artist | Candidato/a     |

### Billboard Japan Music Awards
| Anno | Ricevente         | Premio                    | Risultato   |
| ---- | ----------------- | ------------------------- | ----------- |
| 2010 | Girls' Generation | Excellent Pop Artist 2010 | Candidato/a |
| 2012 | Girls' Generation | Top Pop Artist 2012       | Candidato/a |

### Space Shower Music Video Awards
| Anno | Ricevente | Premio               | Risultato       |
| ---- | --------- | -------------------- | --------------- |
| 2011 | "Genie"   | Best Pop Music Video | Vincitore/trice |

### MTV Video Music Awards Japan
| Anno | Ricevente         | Premio             | Risultato       |
| ---- | ----------------- | ------------------ | --------------- |
| 2011 | "Genie"           | Best Group Video   | Vincitore/trice |
| 2011 | "Genie"           | Video Of The Year  | Candidato/a     |
| 2011 | "Genie"           | Best Karaoke! Song | Vincitore/trice |
| 2012 | "Mr. Taxi"        | Video of the Year  | Candidato/a     |
| 2012 | Girls' Generation | Album Of The Year  | Vincitore/trice |

### Teen Choice Awards
| Anno | Ricevente         | Premio                      | Risultato   |
| ---- | ----------------- | --------------------------- | ----------- |
| 2015 | Girls' Generation | Choice International Artist | Candidato/a |
| 2016 | Girls' Generation | Choice International Artist | Candidato/a |

### BIGLOBE Music Awards
| Anno | Ricevente | Premio            | Risultato       |
| ---- | --------- | ----------------- | --------------- |
| 2010 | "Gee"     | Best Single Award | Vincitore/trice |

## Altri premi
| Anno                                             | Premio                                       | Ricevente                      | Risultato       |
| ------------------------------------------------ | -------------------------------------------- | ------------------------------ | --------------- |
| Incheon Culture Day Ceremony                     |                                              |                                |                 |
| 2009                                             | Young Artist Award                           | Girls' Generation              | Vincitore/trice |
| 17th Korean Cultural Entertainment Awards        |                                              |                                |                 |
| 2009                                             | Artist Daesang                               | Girls' Generation              | Vincitore/trice |
| 2009                                             | Teen Musical Artist Award                    | Girls' Generation              | Vincitore/trice |
| 4th Korean Cable TV                              |                                              |                                |                 |
| 2009                                             | Best Picture for Variety                     | Girls' Generation's Hello Baby | Vincitore/trice |
| 2009 MBC Entertainment Awards                    |                                              |                                |                 |
| 2009                                             | Special Award (Best Singer)                  | Girls' Generation              | Vincitore/trice |
| 16th Republic of Korea Entertainment Arts Awards |                                              |                                |                 |
| 2010                                             | Best Female Group                            | Girls' Generation              | Vincitore/trice |
| Korean Ministry of Culture and Tourism           |                                              |                                |                 |
| 2010                                             | Content Industry Award (Special Honor)       | Girls' Generation              | Vincitore/trice |
| 22nd Korea PD Awards                             |                                              |                                |                 |
| 2010                                             | Singer Award                                 | Girls' Generation              | Vincitore/trice |
| 37th Korean Broadcasting Awards                  |                                              |                                |                 |
| 2010                                             | Best Singer Award                            | Girls' Generation              | Vincitore/trice |
| 2010 Korea Advertising Awards                    |                                              |                                |                 |
| 2010                                             | Best Advertising Models Award                | Girls' Generation              | Vincitore/trice |
| Sports Korea Awards                              |                                              |                                |                 |
| 2010                                             | Star of the Year                             | Girls' Generation              | Vincitore/trice |
| 2010                                             | Singer of the Year                           | Girls' Generation              | Vincitore/trice |
| The 26th Annual Korea Best Dresser               |                                              |                                |                 |
| 2010                                             | Best Singer Dresser                          | Girls' Generation              | Vincitore/trice |
| 2nd Korean Wave Industry Award                   |                                              |                                |                 |
| 2010                                             | Pop Culture Award                            | Girls' Generation              | Vincitore/trice |
| 2010 Proud Korean Awards                         |                                              |                                |                 |
| 2010                                             | Art Category                                 | Girls' Generation              | Vincitore/trice |
| Soribada Awards                                  |                                              |                                |                 |
| 2010                                             | Artist of the Year                           | Girls' Generation              | Vincitore/trice |
| Taiwan KKBOX Awards                              |                                              |                                |                 |
| 2011                                             | Album of the Year                            | Run Devil Run                  | Vincitore/trice |
| 2010 Daum Life On Awards                         |                                              |                                |                 |
| 2011                                             | Music Video of the Year                      | "Oh!"                          | Vincitore/trice |
| 6th Asia Model Festival Awards                   |                                              |                                |                 |
| 2011                                             | Asia Star Award                              | Girls' Generation              | Vincitore/trice |
| 2nd Korea Republic Seoul Cultural Art Awards     |                                              |                                |                 |
| 2011                                             | Pop Music Award                              | Girls' Generation              | Vincitore/trice |
| Style Icon Awards                                |                                              |                                |                 |
| 2011                                             | Style Icon                                   | Girls' Generation              | Vincitore/trice |
| Korean Popular Culture and Arts Awards           |                                              |                                |                 |
| 2011                                             | Prime Minister's Award                       | Girls' Generation              | Vincitore/trice |
| iTunes Rewind 2011                               |                                              |                                |                 |
| 2011                                             | Best New Artist                              | Girls' Generation              | Vincitore/trice |
| 19th Korean Cultural Entertainment Awards        |                                              |                                |                 |
| 2011                                             | Hallyu Grand Award                           | Girls' Generation              | Vincitore/trice |
| Singapore E-Awards                               |                                              |                                |                 |
| 2012                                             | Most Popular Korean Artist                   | Girls' Generation              | Candidato/a     |
| 23rd Japan Best Jewellery Wearer Awards          |                                              |                                |                 |
| 2012                                             | Special Award for Female Category: Singer    | Girls' Generation              | Vincitore/trice |
| 7th SEED Awards                                  |                                              |                                |                 |
| 2012                                             | The Most Popular Asian Artist                | Girls' Generation              | Vincitore/trice |
| 30th Best Jeanist Award                          |                                              |                                |                 |
| 2013                                             | Best Jeanist                                 | Girls' Generation              | Vincitore/trice |
| iF Design Award                                  |                                              |                                |                 |
| 2014                                             | Packaging Design                             | The Boys                       | Vincitore/trice |
| 2014                                             | Packaging Design                             | "I Got a Boy"                  | Vincitore/trice |
| 9th SEED Awards                                  |                                              |                                |                 |
| 2014                                             | Famous Asian Artist                          | Girls' Generation              | Vincitore/trice |
| Red Dot Design Award                             |                                              |                                |                 |
| 2014                                             | Communication Design Award Package           | The Boys                       | Vincitore/trice |
| Style Icon Awards                                |                                              |                                |                 |
| 2014                                             | Style Icon                                   | Girls' Generation              | Vincitore/trice |
| Latin Music Italian Awards                       |                                              |                                |                 |
| 2014                                             | Best International Female Artist of the Year | Girls' Generation              | Vincitore/trice |
| iQiYi All-Star Carnival                          |                                              |                                |                 |
| 2015                                             | Best Asian Group                             | Girls' Generation              | Vincitore/trice |
| MBC Gayo Artist Awards                           |                                              |                                |                 |
| 2015                                             | Hunan TV Most Popular Artist Award           | Girls' Generation              | Vincitore/trice |
| Latin Music Italian Awards                       |                                              |                                |                 |
| 2015                                             | Best International Female Artist of the Year | Girls' Generation              | Vincitore/trice |
| Style Icon Asia                                  |                                              |                                |                 |
| 2016                                             | Style Icon                                   | Girls' Generation              | Vincitore/trice |
| 2016                                             | Asia Digital Star                            | Girls' Generation              | Vincitore/trice |
| daf BAMA Music Awards                            |                                              |                                |                 |
| 2017                                             | Best Album                                   | Holiday Night                  | Candidato/a     |
| 2017                                             | Best Group                                   | Girls' Generation              | Candidato/a     |
| 2017                                             | Best Video                                   | "Holiday"                      | Candidato/a     |